# Sycerika McMahon
Sycerika McMahon, née le 11 avril 1995, est une nageuse irlandaise spécialiste de la brasse. Elle est deux fois médaillée en individuel aux Championnats d'Europe. 

## Carrière
Sélectionnée pour les Jeux olympiques de Londres 2012, elle participe aux 100 m et 200 m brasse, mais est à chaque fois éliminée en séries. Quelques mois plus tôt, elle gagnait la médaille d'argent sur le 50 m brasse aux Championnats d'Europe 2012 en battant le record national, et devient ainsi la plus jeune nageuse irlandaise à atteindre un podium international.

## Palmarès

### Championnats d'Europe
Grand bassin
- Championnats d'Europe 2012 à Debrecen (Hongrie) :
  -  Médaille d'argent sur le 50 m brasse.

Petit bassin
- Championnats d'Europe 2012 à Chartres (France) :
  -  Médaille de bronze sur le 50 m brasse.